# Мідвей (округ Ласалл, Луїзіана)
Мідвей (англ. Midway) — переписна місцевість (CDP) в США, в окрузі Ла-Салл штату Луїзіана. Населення — 1157 осіб (2020).

## Географія
Мідвей розташований за координатами 31°40′31″ пн. ш. 92°8′55″ зх. д. / 31.67528° пн. ш. 92.14861° зх. д. (31.675279, -92.148489).  За даними Бюро перепису населення США в 2010 році переписна місцевість мала площу 7,93 км², з яких 7,85 км² — суходіл та 0,08 км² — водойми.

## Демографія
Згідно з переписом 2010 року, у переписній місцевості мешкала 1291 особа в 504 домогосподарствах у складі 356 родин. Густота населення становила 163 особи/км².  Було 584 помешкання (74/км²). 
Расовий склад населення:
| - 52,0 % — чорних або афроамериканців - 46,5 % — білих - 0,7 % — корінних американців - 0,1 % — азіатів |

До двох чи більше рас належало 0,4 %. Іспаномовні складали 0,7 % від усіх жителів.
За віковим діапазоном населення розподілялося таким чином: 27,3 % — особи молодші 18 років, 60,2 % — особи у віці 18—64 років, 12,5 % — особи у віці 65 років та старші. Медіана віку мешканця становила 35,5 року. На 100 осіб жіночої статі у переписній місцевості припадало 89,6 чоловіків;  на 100 жінок у віці від 18 років та старших — 83,8 чоловіків також старших 18 років.
Середній дохід на одне домашнє господарство  становив 32 318 доларів США (медіана — 22 188), а середній дохід на одну сім'ю — 35 594 долари (медіана — 24 615). Медіана доходів становила 38 675 доларів для чоловіків та 24 511 долар для жінок. За межею бідності перебувало 41,8 % осіб, у тому числі 62,5 % дітей у віці до 18 років та 0,0 % осіб у віці 65 років та старших.
Цивільне працевлаштоване населення становило 531 особа. Основні галузі зайнятості: освіта, охорона здоров'я та соціальна допомога — 25,8 %, мистецтво, розваги та відпочинок — 17,5 %, роздрібна торгівля — 16,8 %.